# Fort MacKay
Pour les articles homonymes, voir Fort McKay (homonymie).
Fort MacKay, ou Fort McKay, est une communauté située dans la province canadienne de l'Alberta, à environ 54 km au nord de Fort McMurray.
La majorité de la communauté, connue sous le nom de Fort McKay, est un établissement indien situé sur les terres de la Première Nation de Fort McKay. La portion la plus petite, adjacente au Sud de l'établissement indien, est quant à elle un hameau de la municipalité régionale de Wood Buffalo,,.

## Démographie
Dans le recensement municipal de 2015 (en) de la municipalité régionale de Wood Buffalo, la partie hameau de la communauté (Fort MacKay) a une population de 51 habitants, soit une variation de 13,6 % par rapport à ses 59 habitants du recensement municipal de 2012 (en).
En tant que localité désignée dans le recensement de 2011, l'établissement indien de Fort McKay a une population de 562 habitants dans 201 de ses 235 logements, soit une variation de 7,9 % par rapport à la population de 2006. Avec une superficie de 8,17 km2, cet établissement indien possède une densité de population de 68,8 hab/km2 en 2011.